# Persidera 3
Persidera 3 è uno dei multiplex della televisione digitale terrestre a copertura nazionale presenti nel sistema DVB-T italiano. Appartiene a Persidera, operatore di rete nazionale italiano.

## Caratteristiche
Il Persidera 3 trasmette in SFN sul canale 47 della banda UHF V in tutta Italia, a eccezione di Piemonte, Trentino-Alto Adige ed Emilia-Romagna dove trasmette sui canali 45 e 47 della banda UHF V e della Lombardia dove trasmette sul canale 45 della banda UHF V.
Copre il 95% della popolazione italiana.

## Storia

### 2006
- 30 novembre 2006: attivazione a seguito della digitalizzazione del canale FLUX. Il mux contiene: QOOB, QOOB (secondo slot), LA7, MTV Italia, Retecapri.

### 2007
- 4 marzo 2007: Eliminato Retecapri.
- 6 aprile 2007: Inserito Sardegna Uno Sat a seguito dello spostamento di QOOB sul mux TIMB 2.
- 29 settembre 2007: Inseriti LA7 Cartapiù X e LA7 Cartapiù Y.

### 2008
- 16 luglio 2008: Eliminati LA7 Cartapiù X e LA7 Cartapiù Y.
- 14 novembre 2008: Inserito TED.

### 2009
- 1º gennaio 2009: Eliminato Sardegna Uno Sat.
- 7 gennaio 2009: Inserito Sportitalia e Sportitalia 24.
- 9 febbraio 2009: Riattivato QOOB.
- 2 marzo 2009: Inserito Mediashopping.
- 19 giugno 2009: Inserito QVC (schermo nero).
- 21 agosto 2009: Rinominato Sportitalia 24 in Sportitalia 2.
- 27 agosto 2009: Inseriti MTV 2 e MTV 3 (entrambi a schermo nero) alle posizioni 41 e 42 dell'LCN.
- 1º novembre 2009: Eliminato QOOB.
- 16 novembre 2009: Modificato per alcuni canali il sistema di numerazione (LCN).
- 18 novembre 2009: Eliminato Mediashopping e inserito Mya +1.
- 25 novembre 2009: Inserito Mediashopping.
- 23 dicembre 2009: Inserito K2 Plus.

### 2010
- 18 gennaio 2010: Inserito Newbox.
- 2 febbraio 2010: Eliminato Mediashopping.
- 9 febbraio 2010: Eliminato Newbox.
- 8 marzo 2010: Eliminato LA7 nelle aree non all-digital e partito il promo della partenza di LA7d, prevista per il 22 marzo successivo.
- 18 marzo 2010: Eliminato AB Channel nelle aree all-digital e spostato sui mux TIMB 3 e TIMB 2.
- 28 aprile 2010: Inserito Entertainment Fact (schermo nero), alle posizioni 44 e 96 dell'LCN (solo nelle aree di switch-off).
- 3 maggio 2010: Inserito La5.
- 14 maggio 2010: Inserito Sportitalia 24 (nuovo canale le cui trasmissioni sono iniziate il 4 giugno 2010), alle posizioni 21 e 121 dell'LCN (solo nelle aree di switch-off).
- 22 giugno 2010: Inserito LA7 On Demand (esclusivamente nelle aree non all-digital).
- 12 agosto 2010: Inserito Real Time (solo nelle aree di switch-off).
- 11 settembre 2010: Eliminati K2, K2 Plus e K2 Extra, a schermo erano presenti dei cartelli informativi.
- 8 ottobre 2010: Eliminato Entertainment Fact.
- 26 novembre 2010: Eliminato Mya +1 e aggiunto Mediaset Extra.

### 2011
- 14 febbraio 2011: Eliminati Sportitalia, Sportitalia 2 e Sportitalia 24 e aggiunto HSE24 (solo nelle aree di switch-off).
- 18 febbraio 2011: Aggiunto RTL 102.5 TV esclusivamente per le aree non ancora interessate dallo switch-off.
- 30 giugno 2011: Aggiunto CanalOne (solo nelle aree di switch-off).
- 14 luglio 2011: Aggiunto La7d HD anche nelle aree non digitalizzate.
- 14 luglio 2011: Inserito QVC Replica (solo nelle aree di switch-off).
- 1º settembre 2011: Aggiunto RTL 102.5 esclusivamente nelle aree non all-digital.
- 23 settembre 2011: Aggiunto Padre Pio TV esclusivamente nelle aree non all-digital.
- 10 ottobre 2011: Eliminato QVC Replica (aree all-digital).
- 20 ottobre 2011: Inserito FACTS (aree all-digital).
- 10 novembre 2011: Rinominato FACTS in DMAX.
- 12 dicembre 2011: Eliminato LA7d HD.
- 20 dicembre 2011: Inserito SwitchTV (solo aree non all-digital).

### 2012
- 20 gennaio 2012: Rinominato SwitchTV in STV. (solo aree non all-digital).
- 18 marzo 2012: Eliminato STV e aggiunto Super! (solo aree non all-digital).
- 26 marzo 2012: Eliminato RTL 102.5 e aggiunto il canale radio RTL 102.5 Cool (solo aree non all-digital).
- 7 maggio 2012: Eliminato CanalOne e aggiunto Giallo (solo aree all-digital).
- 4 luglio 2012: Chiusa la versione TIMB1 NAZIONALE. Aggiunto Italia 2 ed eliminato La5.
- 10 agosto 2012: Aggiunto TIMvision.

### 2013
- 27 febbraio 2013: Aggiunto Entertainment Fact.
- 28 maggio 2013: Aggiunta la dicitura "PROVVISORIO" ai canali QVC, Mediaset Extra e Italia 2.
- 17 giugno 2013: Tolta l'LCN alla versione "provvisoria" di QVC.
- 5 ottobre 2013: Interrotte le trasmissioni sulla versione "provvisoria" di QVC e aggiunto un cartello informativo.
- 29 ottobre 2013: Eliminata la versione "provvisoria" di QVC.
- 10 dicembre 2013: Rimossa la LCN alle versioni "provvisorie" di Mediaset Extra e Italia 2.
- 11 dicembre 2013: Interrotte le trasmissioni sulle versioni "provvisorie" di Mediaset Extra e Italia 2 e aggiunto un cartello informativo.
- 14 dicembre 2013: Eliminati le versioni "provvisorie" di Mediaset Extra e Italia 2.

### 2014
- 1º gennaio 2014: Aggiunti RTL 102.5 TV e il canale radio RTL 102.5.
- 29 aprile 2014: Aggiunto ABC.
- 1º settembre 2014: Eliminato ABC e aggiunti Agon Channel e ROVI.

### 2015
- 5 ottobre 2015: Da questa data Entertainment Fact trasmette a schermo nero.
- 7 ottobre 2015: Aggiunto Super!.
- 29 ottobre 2015: Aggiunta Radio Zeta L'Italiana.
- 13 novembre 2015: Eliminato e chiuso Agon Channel e aggiunto ABC.

### 2016
- 1º gennaio 2016: Eliminato ABC e aggiunto Vero.
- 25 febbraio 2016: Aggiunto Sport 1.
- 14 marzo 2016: Eliminato e chiuso Sport 1 e aggiunto Nuvolari.
- 7 giugno 2016: Eliminata la LCN a Nuvolari.
- 15 giugno 2016: Nuvolari viene ridenominata Nuvola61.
- 8 luglio 2016: Eliminato ROVI.
- 29 luglio 2016: Eliminata la LCN a Vero.
- 18 ottobre 2016: Aggiunto RTL 102.5 TV HD, Servizio Test e Servizio Test HD. Eliminato Nuvola61.
- 25 ottobre 2016: Eliminato Vero.
- 29 ottobre 2016: Sostituiti Servizio Test e Servizio Test HD da Radiofreccia e Radiofreccia HD.

### 2017
- 1º gennaio 2017: Eliminato TIMvision.

### 2018
- 3 gennaio 2018: Aggiunte Radio Deejay, Radio Capital e Radio m2o.
- 22 gennaio 2018: Aggiunta Radio Maria.
- 29 gennaio 2018: Eliminata Radio Maria.
- 5 febbraio 2018: Aggiunte le LCN 713, 714 e 715 rispettivamente a Radio Capital, Radio Deejay e Radio m2o.

### 2019
- 28 febbraio 2019: Aggiunta il canale radiofonico Radiofreccia.
- 8 aprile 2019: Eliminata Radio Zeta e aggiunta RTL 102.5 Radio Doc.
- 14 ottobre 2019: Aggiunto HSE24 HD in SD.

### 2020
- 25 febbraio 2020: Eliminata RTL 102.5 Radio Doc. Al suo posto la nuova RTL 102.5 Viaradio Digital.[1]
- 5 ottobre 2020: RTL 102.5 Viaradio Digital diventa RTL 102.5 News.[2]
- 1º dicembre 2020: RTL 102.5 TV e Radiofreccia passano in alta definizione.[3]

### 2021
- 25 giugno 2021: Rinominato HSE24 in GM24.IT.
- 19 novembre 2021: Aggiunto Juwelo.
- 21 novembre 2021: Eliminata la LCN a Super! che diventa Provvisorio e con un cartello informativo.
- 23 novembre 2021: Spostato Juwelo sull'LCN 526. Sull'LCN 510 è presente un cartello informativo.
- 2 dicembre 2021: Eliminato Juwelo - Info.
- 6 dicembre 2021: Aggiunti RTL 102.5 NEWS e RADIO ZETA.
- 31 dicembre 2021: Aggiunto Orler TV.

### 2022
- 4 gennaio 2022: Aggiunto Promo Sport.
- 28 gennaio 2022: Eliminati i canali radiofonici RTL 102.5 NEWS e FRECCIA. Aggiunti RADIO ZETA HD e RTL 102.5 NEWS HD. Cambio di LCN da 558 a 532 per RADIOFRECCIA HD.
- 6 febbraio 2022: Eliminato Entertainment Fact.
- 28 febbraio 2022: Eliminato Super! - Provvisorio. Aggiunta RADIO LIBERTA'.
- 8 marzo 2022: Aggiunto Food Network HD in alta definizione. Convertiti in tale formato anche Real Time, GIALLO e DMAX e rinominati Real Time HD, GIALLO HD e DMAX HD. Rinominato GM24.IT HD in GM24.IT. Rinominati RADIO ZETA HD, RADIOFRECCIA HD, RTL 102.5 NEWS HD, RTL 102.5 HD in RADIO ZETA, RADIOFRECCIA, RTL 102.5 NEWS e RTL 102.5.
- 29 marzo 2022: Eliminate le LCN a Radio Capital, Radio Deejay e Radio m2o che diventano provvisorio.
- 1º aprile 2022: Eliminati i canali radiofonici Radio Capital (provvisorio), Radio Deejay (provvisorio) e Radio m2o (provvisorio). Aggiunto GO-TV.
- 1º giugno 2022: Aggiunto ALMA TV. Rinominati GO-TV in GM24.IT duplicato di GM24, GM24.IT (LCN 37 e 537) in GM24.
- 7 giugno 2022: Rinominati Food Network HD, Real Time HD, GIALLO HD e DMAX HD in Food Network, Real Time, GIALLO e DMAX.
- 16 giugno 2022: Eliminato Juwelo. Aggiunti GOLD TV ITALIA, LA 4 ITALIA e CHANNEL 24.
- 22 giugno 2022: RTL 102.5 NEWS passa in definizione standard e trasmette un cartello.
- 28 giugno 2022: Aggiunti SoloCalcio, DONNA SPORT TV e RADIO RADIO TV in HbbTV e TCI. Ridenominato il mux TIMB 1 in Persidera 3.
- 29 giugno 2022: Eliminato GM24.IT alla LCN 537 e PROMO SPORT. Aggiunti RETE ITALIA, INLINEATV, LINEA ITALIA, FIRE TV, TV 153, CANALE 162 e CANALE 163 duplicato di GM24.
- 1º luglio 2022: Aggiunti BIKE e BFC in HbbTV. Fine delle trasmissioni per GM24 che trasmette un cartello informativo.
- 2 luglio 2022: Aggiunto WELCOME IN in HbbTV.
- 8 agosto 2022: Eliminata la LCN a SoloCalcio, DONNA SPORT TV, ALMA TV, LINEA ITALIA e CANALE 163.
- 9 agosto 2022: Eliminati SoloCalcio, DONNA SPORT TV, ALMA TV, LINEA ITALIA e CANALE 163. Rinominato GM24 in 37.
- 30 settembre 2022: Eliminata la LCN e aggiunta la dicitura provvisorio a CANALE 162, CHANNEL 24, FIRE TV, GOLD TV ITALIA, INLINEA TV, LA 4 ITALIA, RADIO RADIO TV, RETE ITALIA e TV 153.
- 23 ottobre 2022: Fine delle trasmissioni per 37 che trasmette i promo di Warner TV. Eliminato RADIO RADIO TV (provvisorio).
- 30 ottobre 2022: Eliminati CANALE 162 (provvisorio), CHANNEL 24 (provvisorio), FIRE TV (provvisorio), GOLD TV ITALIA (provvisorio), INLINEA TV (provvisorio), LA 4 ITALIA (provvisorio), RETE ITALIA (provvisorio) e TV 153 (provvisorio). Rinominato 37 in Warner TV e convertito all'alta definizione.
- 3 novembre 2022: RTL 102.5 NEWS ridiventa visual radio.
- 16 dicembre 2022: Eliminata la LCN a TCI.
- 21 dicembre 2022: Eliminato TCI.

### 2023
- 2 gennaio 2023: Eliminata WELCOME IN.
- 16 giugno 2023 Eliminato e chiuso GM24.IT e aggiunto CANALE 63.
- 1º luglio 2023: Eliminato BFC.
- 17 ottobre 2023: RTL 102.5 NEWS passa in definizione standard e trasmette un cartello HbbTV.
- 25 ottobre 2023: Aggiunta Radio 24 e trasmette un cartello con l'audio dell'emittente radiofonica.

### 2024
- 1º gennaio 2024: Eliminato ORLER TV e aggiunto CENTRO SERENA.
- 5 agosto 2024: Aggiunto URANIA.
- 1º ottobre 2024: Aggiunto GAMBERO ROSSO.
- 7 ottobre 2024: GAMBERO ROSSO trasmette in modalità HbbTV.
- 21 ottobre 2024: Rinominato RTL 102.5 NEWS in RTL 102.5 CALIENTE.
- 31 ottobre 2024: Rinominato CANALE 63 in CS24.LIVE.
- 1º novembre 2024: CS24.LIVE sostituisce CANALE 63.
- 11 novembre 2024: URANIA trasmette in modalità HbbTV.
- 5 dicembre 2024: Eliminata la LCN a Radio 24.
- 16 dicembre 2024: Fine delle trasmissioni per Radio 24 che trasmette un cartello informativo.
- 18 dicembre 2024: Eliminata Radio 24. Aggiunti i canali radiofonici RADIO ZETA e RADIOFRECCIA. Aggiunti RTL 102.5 TRAFFIC, RTL 102.5 BEST, RTL 102.5 NAPULE', RTL 102.5 DISCO e RTL 102.5 BRO&SIS in modalità HbbTV.

### 2025
- 1º febbraio 2025: Ritorna la programmazione di CANALE 63 su CS24.LIVE.
- 28 marzo 2025: Aggiunto AutoMoto in modalità HbbTV.
- 29 maggio 2025: Aggiunti TV Moda e Class CNBC.
- 16 giugno 2025: Rinominati TV Moda e Class CNBC in CLASS TV MODA e CLASS CNBC e cambio LCN.
- 1º luglio 2025: Fine delle trasmissioni per BIKE e RADIO LIBERTA' che trasmettono a schermo nero.
- 2 luglio 2025: CLASS CNBC e CLASS TV MODA trasmettono in modalità HbbTV.
- 9 luglio 2025: Aggiunto TELECAMPIONE.
- 14 luglio 2025: Eliminata RADIO LIBERTA'.
- 28 luglio 2025: Aggiunti CANALE 163, IT CHANNEL, WELCOME IN, CANALE 227, CANALE 235, PREMIO 261, CANALE 268, MADE IN BUSINESS, IMPRESE, ITALIAN FISHING TV e ARTE E CULTURA in modalità HbbTV.
- 30 luglio 2025: Eliminato CENTRO SERENA.
- 31 luglio 2025: Aggiunto DONNA SPORT TV.
- 1 settembre 2025: Aggiunta MAN-GA sul canale 236

## Servizi
Sul multiplex Persidera 3 sono presenti canali televisivi gratuiti del gruppo Warner Bros. Discovery Italia e d'altri operatori televisivi. Sono inoltre presenti alcuni servizi interattivi HbbTV gratuiti.

### Canali televisivi
| LCN         | Canale             | Note           |
| ----------- | ------------------ | -------------- |
| 31          | Real Time          | FTA (HDTV)     |
| 33          | Food Network       | FTA (HDTV)     |
| 36 536      | RTL 102.5          | FTA (HDTV)     |
| 37 537      | Warner TV          | FTA (HDTV)     |
| 38          | GIALLO             | FTA (HDTV)     |
| 52          | DMAX               | FTA (HDTV)     |
| 62 562      | DONNA SPORT TV     | FTA            |
| 63          | CS24.LIVE          | FTA            |
| 138         | TELECAMPIONE       | FTA            |
| 163         | CANALE 163         | cartello HbbTV |
| 221         | IT CHANNEL         | cartello HbbTV |
| 226         | WELCOME IN         | cartello HbbTV |
| 227         | CANALE 227         | cartello HbbTV |
| 233 533 743 | RTL 102.5 CALIENTE | cartello HbbTV |
| 235         | CANALE 235         | cartello HbbTV |
| 257         | GAMBERO ROSSO      | cartello HbbTV |
| 258 532     | RADIOFRECCIA       | FTA (HDTV)     |
| 260         | URANIA             | cartello HbbTV |
| 261         | PREMIO 261         | cartello HbbTV |
| 266 531     | RADIO ZETA         | FTA (HDTV)     |
| 268         | CANALE 268         | cartello HbbTV |
| 410         | MADE IN BUSINESS   | cartello HbbTV |
| 412         | IMPRESE            | cartello HbbTV |
| 441         | ITALIAN FISHING TV | cartello HbbTV |
| 455         | ARTE E CULTURA     | cartello HbbTV |
| 510         | AutoMoto           | cartello HbbTV |
| 739         | RTL 102.5 TRAFFIC  | cartello HbbTV |
| 740         | RTL 102.5 BEST     | cartello HbbTV |
| 741         | RTL 102.5 NAPULE'  | cartello HbbTV |
| 742         | RTL 102.5 DISCO    | cartello HbbTV |
| 744         | RTL 102.5 BRO&SIS  | cartello HbbTV |
| 828         | CLASS CNBC         | cartello HbbTV |
| 883         | CLASS TV MODA      | cartello HbbTV |

### Canali radiofonici
| LCN | Canale       | Note         |
| --- | ------------ | ------------ |
| 736 | RTL 102.5    | FTA (HE-AAC) |
| 737 | RADIO ZETA   | FTA (HE-AAC) |
| 738 | RADIOFRECCIA | FTA (HE-AAC) |

### Canale dati
| LCN | Identificativo | Note         |
| --- | -------------- | ------------ |
| 259 | BIKE           | Schermo nero |